# Patellapis sigiriella
Patellapis sigiriella är en biart som först beskrevs av Cockerell 1911.  Patellapis sigiriella ingår i släktet Patellapis och familjen vägbin. Inga underarter finns listade i Catalogue of Life.